# Presto Kid

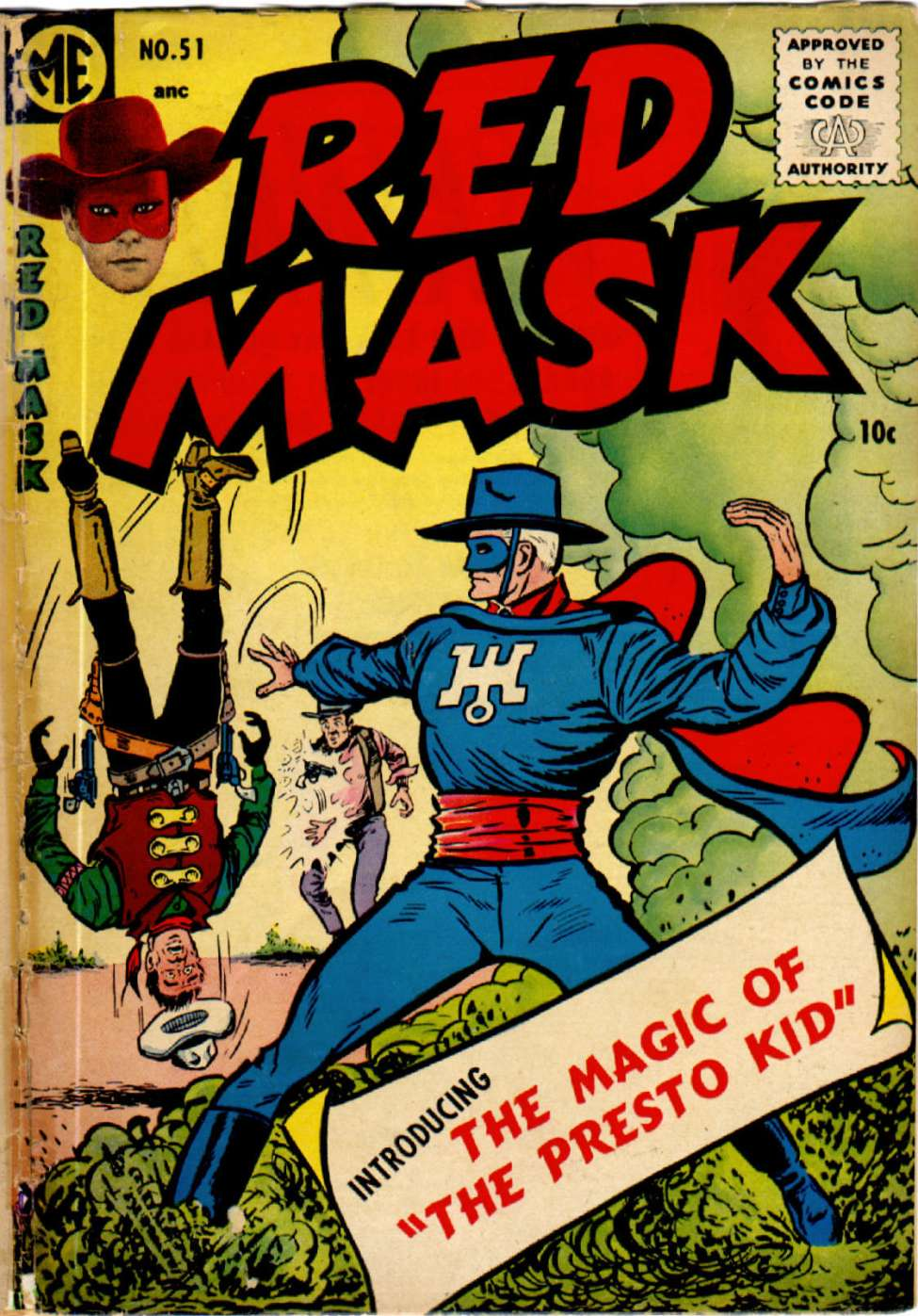
primeira aparição de Presto Kid, Red Mask #51, Setembro-outubro de 1955, arte de Dick Ayers

Presto Kid é um herói fictício do Velho Oeste, surgido nos anos 50 nos quadrinhos da Magazine Enterprises, criado por Gardner Fox e Dick Ayers, que na década seguinte se destacariam como grandes artistas de aventuras de super-heróis. Ele foi criado para substituir The Ghost Rider, outro grande caubói cujo apelo sobrenatural foi vetado pelo Código de Ética Americano.
Presto Kid possui uma máscara e usa truques de mágica e ilusionismos para agir como defensor da lei. O herói apareceu pela primeira vez na revista Red Mask #51 de 1955.
A palavra em inglês Presto, geralmente é traduzida para o português do Brasil como "Abracadabra".